# Araguapaz
Araguapaz este un oraș în Goiás (GO), Brazilia. 